# Kuo Hsing-chun
Kuo Hsing-chun (kinesiska:郭婞淳, pinyin Guō Xìngchún), född 26 november 1993 i Yilan County i Taiwan, är en taiwanesisk tyngdlyftare som tagit ett OS-guld, två OS-brons och fem VM-guld.

## Karriär
Kuo spelade som barn basket och friidrottade, hon började med tyngdlyftning i de tidiga tonåren efter att en tränare lagt märke till hennes explosiva styrka. Hon tog silvermedaljer vid olympiska sommarspelen för ungdomar 2010 och vid asiatiska mästerskapen 2012. Vid de olympiska tyngdlyftningstävlingarna i London 2012 kom hon på en sjätteplats.
2013 vann Kuo guldmedaljer vid asiatiska mästerskapen, sommaruniversiaden och världsmästerskapen. Under 2014 ådrog hon sig en skada och även om hon återhämtade sig i tid för att delta i asiatiska spelen i Incheon slutade hon på en fjärdeplats. Kuo vann sedan en bronsmedalj i 58-kilosklassen vid olympiska sommarspelen 2016 i Rio de Janeiro.
Vid sommaruniversiaden 2017 tog hon en guldmedalj och satte ett nytt världsrekord i stöt på 142 kg. Kuo vann i december samma år även världsmästerskapen i Anaheim.
I juli 2021 vid OS i Tokyo tog Kuo guld i 59 kg-klassen efter att ha lyft totalt 236 kg och satte samtidigt tre nya olympiska rekord i tävlingen. Vid olympiska sommarspelen 2024 i Paris tog hon brons i 59 kg-klassen.